# Сасиноро (Беневенто)
Сасиноро (итал. Sassinoro) је насеље у Италији у округу Беневенто, региону Кампанија.
Према процени из 2011. у насељу је живело 414 становника. Насеље се налази на надморској висини од 542 м.

## Географија
| Клима (Сасиноро)           | Клима (Сасиноро) | Клима (Сасиноро) | Клима (Сасиноро) | Клима (Сасиноро) | Клима (Сасиноро) | Клима (Сасиноро) | Клима (Сасиноро) | Клима (Сасиноро) | Клима (Сасиноро) | Клима (Сасиноро) | Клима (Сасиноро) | Клима (Сасиноро) | Клима (Сасиноро) |
| Показатељ \ Месец          | .Јан.            | .Феб.            | .Мар.            | .Апр.            | .Мај.            | .Јун.            | .Јул.            | .Авг.            | .Сеп.            | .Окт.            | .Нов.            | .Дец.            | .Год.            |
| -------------------------- | ---------------- | ---------------- | ---------------- | ---------------- | ---------------- | ---------------- | ---------------- | ---------------- | ---------------- | ---------------- | ---------------- | ---------------- | ---------------- |
| Средњи максимум, °C (°F)   | 4,0 (39,2)       | 7,2 (45)         | 12,7 (54,9)      | 18,9 (66)        | 22,5 (72,5)      | 26,9 (80,4)      | 30,6 (87,1)      | 31,6 (88,9)      | 24,1 (75,4)      | 17,6 (63,7)      | 10,6 (51,1)      | 8,5 (47,3)       | 31,6 (88,9)      |
| Средњи минимум, °C (°F)    | −1,3 (29,7)      | 0,3 (32,5)       | 4,5 (40,1)       | 8,5 (47,3)       | 13,0 (55,4)      | 16,8 (62,2)      | 19,0 (66,2)      | 18,5 (65,3)      | 15,4 (59,7)      | 10,3 (50,5)      | 6,6 (43,9)       | 2,6 (36,7)       | −1,3 (29,7)      |
| Количина падавина, mm (in) | 43 (16,9)        | 41 (16,1)        | 47 (18,5)        | 56 (22)          | 62 (24,4)        | 58 (22,8)        | 44 (17,3)        | 47 (18,5)        | 54 (21,3)        | 68 (26,8)        | 63 (24,8)        | 51 (20,1)        | 634 (249,5)      |
| [ тражи се извор ]         |                  |                  |                  |                  |                  |                  |                  |                  |                  |                  |                  |                  |                  |

## Становништво
| 1931. | 1936. | 1951. | 1961. | 1971. | 1981. | 1991. | 2001. | 2011. |
| ----- | ----- | ----- | ----- | ----- | ----- | ----- | ----- | ----- |
| 1.495 | 1.401 | 1.492 | 1.242 | 1.050 | 762   | 918   | 646   | 659   |